# 7.62×53mmR

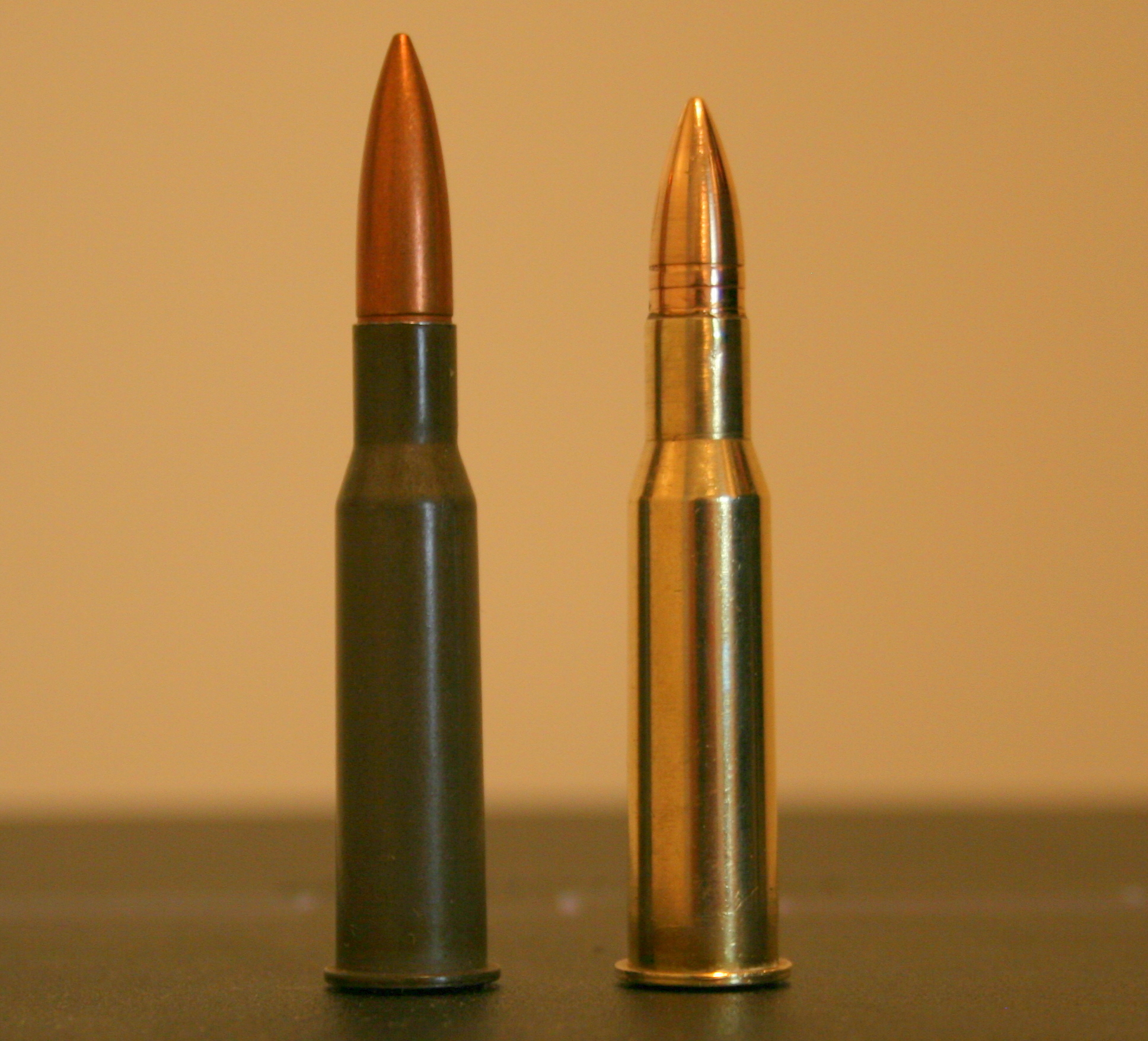

7.62×53mmR (7.6×53R 핀란드탄으로도 알려져 있음) 소총 탄약은 1891년에 러시아의 7.62×54mmR 탄을 기반으로 한 핀란드의 디자인이다.

## 역사
1917년 독립과 1918년 핀란드 내전 이후, 핀란드 군은 수많은 1891년형 모신나강 소총을 보유하게 되었다. 오래된 총열이 닳아 없어지자 7.83 mm(.308 in) 구경의 새 총열로 교체되었고, 7.62×54mmR 탄약이 부족하여 국내 생산품이 필요하게 되었다. 이로 인해 7.62×53mmR이 탄생했다.
1930년대 후반 핀란드군은 새 M39 "우코-페카" 소총이 7.62×54R 구경 탄환용으로 총열을 제작하기 시작하면서 국내에서 생산된 7.87 mm(.310 in) 직경의 D166 탄두를 사용하여 군용 탄약을 장전하기 시작했다. 이러한 변경은 부분적으로 노획된 소련 탄약과 기관총 탄약을 사용할 수 있도록 하기 위함이었다. 이들 탄약은 종종 핀란드 탄약보다 약간 더 큰 구경을 가지고 있었다. 강선 회전율도 300 mm (1 in 11.81 in)에서 254 mm (1 in 10 in)로 변경되었다.

## 사용
7.62×53mmR 탄약은 오늘날까지 군사용으로 사용되고 있지만, 현재는 7.62 TKIV 85 저격소총에서만 사용된다. 핀란드 방위군이 사용하는 PKM 기관총 및 기타 러시아 무기는 7.62×54mmR만 사용한다.
핀란드 방위군은 7.62×53mmR용(실질적으로 TKIV 85 소총) 소총을 사용하는 인원은 가능한 한 7.62×53mmR 탄약만 사용하고, 7.62×53mmR 탄약이 없을 때만 7.62×54mmR 탄약 사용을 허용한다고 지시했다.

## 탄약 크기
7.62×53mmR은 4.16 ml (64 그레인) H2O의 탄피 용량을 가진다. 탄피의 외부 형상은 극단적인 조건에서도 볼트액션 소총과 기관총에서 탄피의 안정적인 급탄 및 배출을 촉진하도록 설계되었다.
7.62×53mmR 최대 C.I.P. 탄약 크기. 모든 크기는 밀리미터(mm)이다.
미국인들은 숄더 각도를 알파/2 ≈ 19도로 정의할 것이다. 이 탄약에 대한 일반적인 강선 강선 회전율은 300 mm (1 in 11.81 in), 4개의 홈, 랜드 직경 = 7.59 mm, 홈 직경 = 7.83 mm, 랜드 폭 = 4.20 mm이며, 사용되는 뇌관 유형은 베르단이었으나 오늘날에는 대형 소총용이 더 흔하다.
공식 C.I.P. (국제휴대용총기시험상설위원회) 지침에 따르면 7.62 × 53 R 탄피는 최대 390 MPa (56,564 psi)의 압력을 견딜 수 있다. C.I.P. 규제 국가에서는 모든 소총-탄약 조합이 소비자 판매 인증을 받기 위해 이 최대 C.I.P. 압력의 125%로 시험 발사되어야 한다.

### 7.62×53mmR (핀란드)와 7.62×54mmR (러시아)의 차이
공식 C.I.P. 판결 TDCC 시트에 따르면 7.62 × 53 R과 7.62 × 54 R은 차이가 있다. C.I.P. 판결은 핀란드와 러시아와 같은 C.I.P. 회원국에서 민간 사용에 대해 논란의 여지 없이 법적 구속력을 가진다. C.I.P. 회원국의 군대, 경찰 및 기타 총기 소지 공권력 기관과 같은 정부 기관만이 C.I.P. 판결을 준수해야 하는 의무에서 법적으로 면제된다.

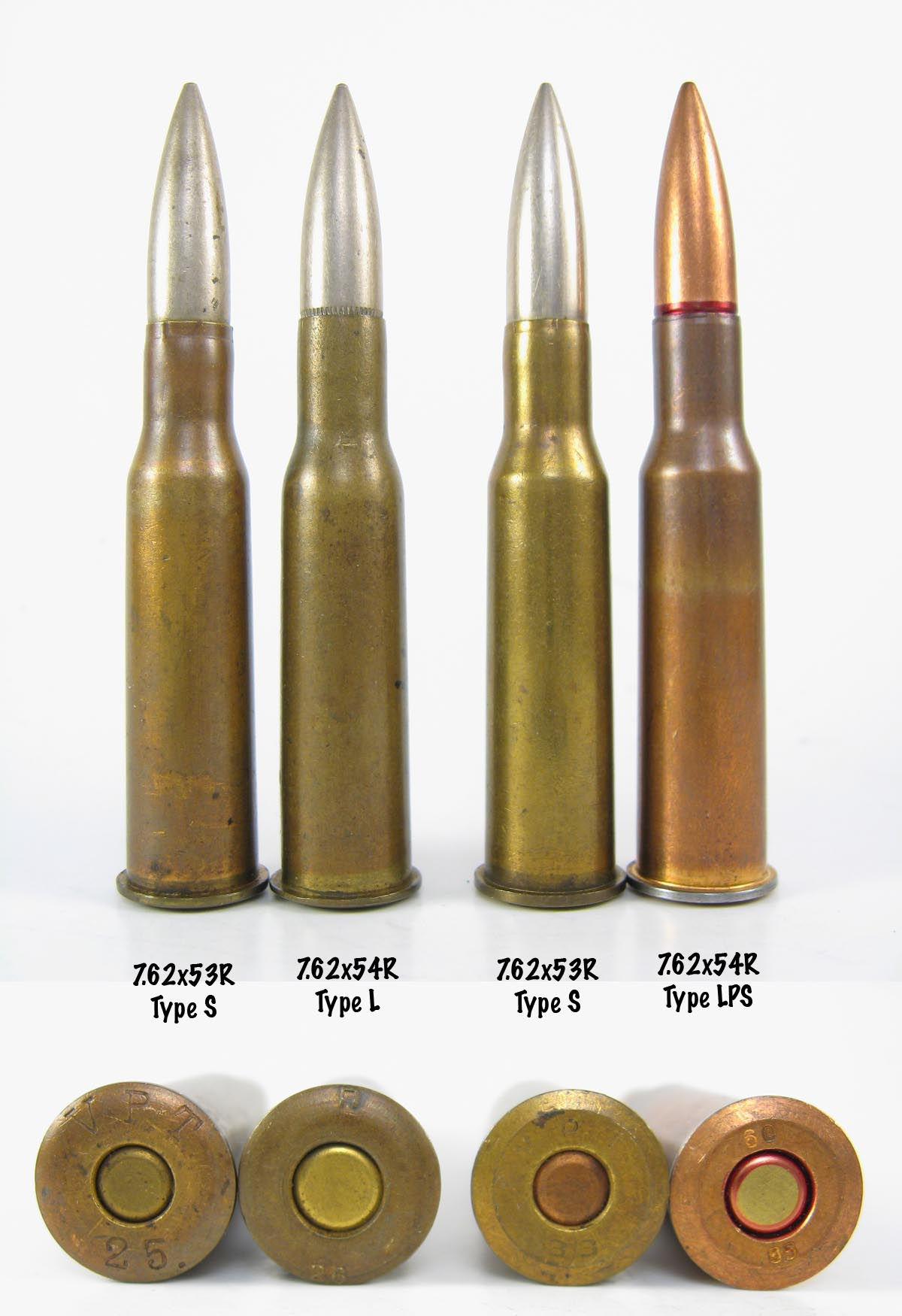
핀란드 7.62×53mmR과 러시아 7.62×54mmR 탄약 비교

C.I.P. 7.62 × 53 R과 7.62 × 54 R TDCC 시트 간의 일부 치수 차이:
- C.I.P. 7.62×53R 탄두 직경 (G1): 7.85 mm (54R 대비: 7.92)
- C.I.P. 7.62×53R 탄 전체 길이 (L6): 77.00 mm (54R 대비: 77.16)
- C.I.P. 7.62×53R 탄피 길이 (L3): 53.50 mm (54R 대비: 53.72)
- C.I.P. 7.62×53R 림 직경 (R1): 14.40 mm (54R 대비: 14.48)

핀란드의 상업용 탄약 제조업체 라푸아는 53R과 54R을 구분하지 않고, 어느 쪽이든 사용 가능한 총기에서 작동하는 탄약을 생산한다.
러시아 탄약 제조업체 바르나울은 7.62×53으로 표시된 러시아 탄약이 7.62×54와 동일하다고 밝힌다.
그들의 웹사이트에서:
"일부 사냥꾼들은 포장, 탄피 바닥 및 스탬프에 7.62×53: 7.62×53R: 7.62×54: 7.62×54R과 같이 다양한 표시가 있어서 혼란스러워했습니다. 이는 53.72 mm의 탄피 길이가 여러 국가에서 다르게 반올림되었기 때문입니다. 러시아가 유럽 상설 조정 위원회(European Permanent Coordinated Commission)의 회원이 된 후, 이 탄약의 최종 이름인 "7.62×54R"이 채택되었습니다."
또한, 러시아 탄약 제조업체 LVE (노보시비르스크 탄약 공장)는 "구경 7.62×54R 탄약은 전 세계 여러 생산자들에 의해 생산됩니다. 생산자들은 이 탄약들을 다르게 표시하며, 이는 고객들에게 혼란을 야기합니다 – 7.62×53; 7.62×53R; 7.62×54; 7.62×54R. 이러한 혼란은 탄피 길이(저희 탄약의 탄피 길이는 53.65-0.2 mm)의 반올림(올림 또는 내림) 차이에 기반합니다. 'R' 문자는 탄피 테두리를 나타냅니다. 러시아가 유럽 위원회(ПМК)에 가입한 후 이 탄약의 명확한 이름인 7.62×54R이 결정되었습니다. 따라서, 여러분은 [7.62×53R로 표시된] 총기에서 7.62×54R 구경 탄약을 자유롭게 사용할 수 있습니다."라고 명시한다.

### 핀란드의 파생 탄약
제2차 세계 대전 후, 핀란드 사냥꾼과 자급자족 사냥꾼들은 7.62×53mmR 구경의 핀란드 군용 잉여 소총과 노획된 러시아제 7.62x54mmR 구경 소총을 많이 이용할 수 있었다. 한때 핀란드 당국은 잉여 군용 탄약을 사용하여 인도적이고 신속하게 사냥하지 못해 부상을 입거나 도망친 사냥감이 너무 많다고 판단했다. 특히 무스나 곰과 같은 대형 사냥감을 사냥할 때 문제가 되었다. 이에 당국은 특정 지역에서 특정 사냥감 종에 대해 7.62x53mmR 및 7.62x54mmR 사용을 금지했다. 핀란드 총기 제작자와 탄약 회사는 이에 대응하여 탄피를 "넥업(necking up)" 또는 "넥다운(necking down)"하여 다른 직경 또는 "구경"(따라서 다른 사냥감용으로 설계됨) 탄두를 수용하는 다양한 파생 탄약을 개발하여 더 인도적인 사냥을 가능하게 했다. 이러한 새로운 탄약에는 6.3X53mmR, 7X53mmR, 8.2X53mmR, 9.3X53mmR이 포함된다. 이러한 탄두 또는 발사체 직경은 유럽 및 세계 대부분 지역에서 사냥용 소총에 흔히 사용되는 구경이며, 다양한 목적으로 다양한 탄피에 사용된다. 따라서 재장전 목적으로 탄약 구성 요소를 쉽게 조달할 수 있다. 핀란드 특정 지역에서 사냥에 7.62x53mmR 탄약을 사용하는 법적 허용 여부를 판단하려면 공식 핀란드 사냥 규정 및 현지 당국에 문의하는 것이 중요하다.
- 8.2×53mmR: 사냥 탄약.[9] (C.I.P. 기준 8.22mm 또는 0.3236 구경 발사체, 7.92×57mm 마우저 즉 "8mm 마우저"와 동일)
- 9.3×53mmR: 사냥 탄약.[10] (C.I.P. 기준 9.30mm 또는 0.366 구경 발사체, 9.3x62mm와 동일)

## 같이 보기
- 테두리 있는 탄약 목록
- 7.62mm 구경
- 드라구노프 SVD
- 모신나강
- 데그탸료프 DP-28
- PK 기관총
- 러시아 M1910 막심
- 7.62 Tkiv 85
- 라흐티-살로란타 M/26